# John Hamilton-Gordon, 1.º Marquês de Aberdeen e Temair
John Campbell Hamilton-Gordon, 1.º Marquês de Aberdeen e Temair KT GCMG GCVO PC (3 de agosto de 1847 – 7 de março de 1934), conhecido como O Conde de Aberdeen de 1870 a 1916, foi um político britânico que serviu duas vezes como Lorde Tenente da Irlanda em 1886 e depois de 1905 a 1915, e também como Governador-geral do Canadá de 1893 a 1898.

## Vida política
Lord Aberdeen entrou na Câmara dos Lordes após sua sucessão ao condado de seu irmão em janeiro de 1870. Liberal, ele esteve presente na primeira campanha de William Ewart Gladstone em Midlothian na casa de Lord Rosebery em 1879. Ele se tornou Lord Lieutenant of Aberdeenshire em 1880, serviu como Lorde Alto Comissário da Assembleia Geral da Igreja da Escócia de 1881 a 1885 (ocupou o cargo novamente em 1915) e foi brevemente nomeado Lorde Tenente da Irlanda em 1886. Ele se tornou Conselheiro Privado no mesmo ano. Em 1884, ele ofereceu um jantar em Haddo House homenageando William Ewart Gladstone em sua turnê pela Escócia. A ocasião foi capturada pelo pintor Alfred Edward Emslie; a pintura está agora na coleção da National Portrait Gallery, Londres, dada pela filha do marquês, A Baronesa Pentland, em 1953.
Ele foi nomeado coronel honorário do 1º Aberdeenshire Artillery Volunteers em 14 de janeiro de 1888 e manteve a posição com seus sucessores, a 1ª Brigada de Highland, Royal Field Artillery, até depois da Primeira Guerra Mundial.
Em 1889 foi escolhido vereador do primeiro Middlesex County Council, sendo seu endereço dado como Dollis Hill House, Kilburn, naquele condado.
Em 1891, ele comprou o Rancho Coldstream no vale do norte de Okanagan, na Colúmbia Britânica, e lançou as primeiras operações de pomares comerciais naquela região, o que deu origem a uma colônia de indústria e assentamento enquanto outros britânicos emigraram para a região por causa de seu prestígio e compraram o estilo de vida de pomar. O rancho é hoje parte do município de Coldstream, e vários nomes de lugares na área homenageiam ele e sua família, como Aberdeen Lake e Haddo Creek. 
Ele serviu como governador geral do Canadá de 1893 a 1898 durante um período de transição política. Ele viajou extensivamente por todo o país e é descrito como tendo "transformado o papel do governador geral de aristocrata que representa o rei ou a rainha do Canadá em um símbolo que representa os interesses de todos os cidadãos".
Ele foi feito Cavaleiro da Grã-Cruz da Ordem de São Miguel e São Jorge em 1895.
Ele foi novamente nomeado Lorde Tenente da Irlanda em 1905 e serviu até 1915. Durante seu mandato, ele também serviu como Lorde Reitor da Universidade de St. Andrews (1913–1916), foi nomeado Cavaleiro Companheiro da Ordem do Cardo (1906), e foi nomeado Cavaleiro da Grande Cruz da Ordem Real Vitoriana (1911). Após sua aposentadoria, ele foi nomeado Conde de Haddo, no Condado de Aberdeen, e Marquês de Aberdeen e Temair, no Condado de Aberdeen, no Condado de Meath e no Condado de Argyll, em janeiro de 1916.